# Kultur i Mexiko

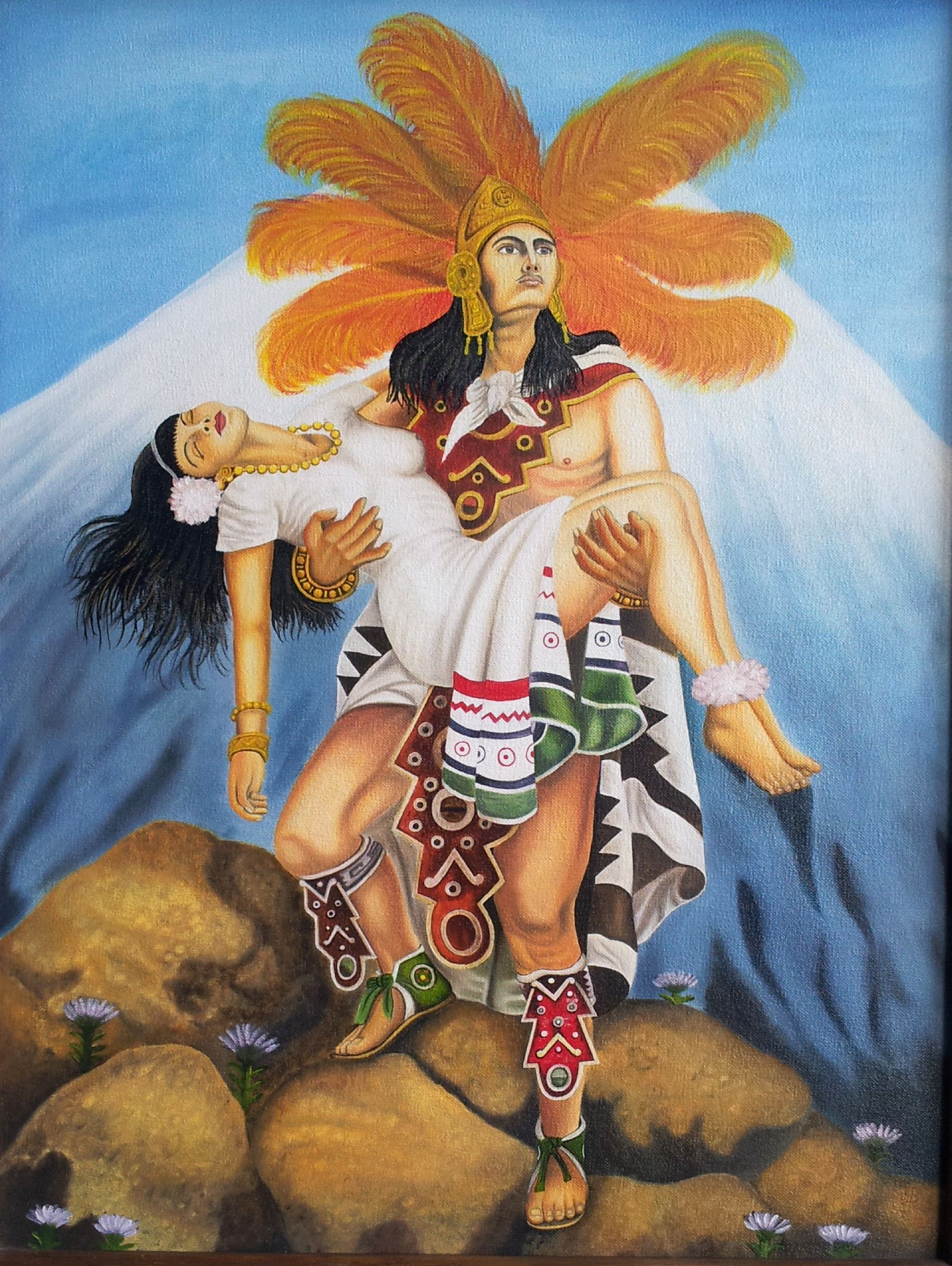
Målning av Jesús Helguera föreställande legenden om Popocatépetl och Iztaccíhuatl.

Mexikos kultur har förändrats snabbt under 18- och 19-hundratalen. På många sätt har livet i städerna i landet kommit att bli likt det i både grannlandet USA och Europa. De flesta mexikanska byborna lever mer traditionellt än vad stadsbor gör. Mer än 45 procent Mexikos befolkning bor i städer med mer än 50 000 invånare. Storstadsområdena innefattar Mexico City, Guadalajara, Monterrey, och Puebla-Tlaxcala, medan landsbygdsområdena bland annat utgörs av små områden i hela Chiapas, Oaxaca, Guerrero, Sonora, Sinaloa, Tamaulipas, Yucatán, Aguascalientes, Michoacán med flera.

## Språk
Mexiko är det land med flest spansktalande personer i världen. Spanskan är också officiellt språk.
En överväldigande majoritet av mexikanerna talar idag spanska, emedan regeringen erkänner 62 olika språk från ursprungsbefolkningen som nationella språk. Vissa ord i den mexikanska spanskan har sina rötter i landets ursprungsbefolknings språk, som talas av cirka 6 procent av landets invånare. Vissa inhemska mexikanska ord har blivit vanliga i andra språk, såsom engelskan. Exempelvis kommer ord som tomat, choklad, coyote och avokado ursprungligen från Nahuatl.

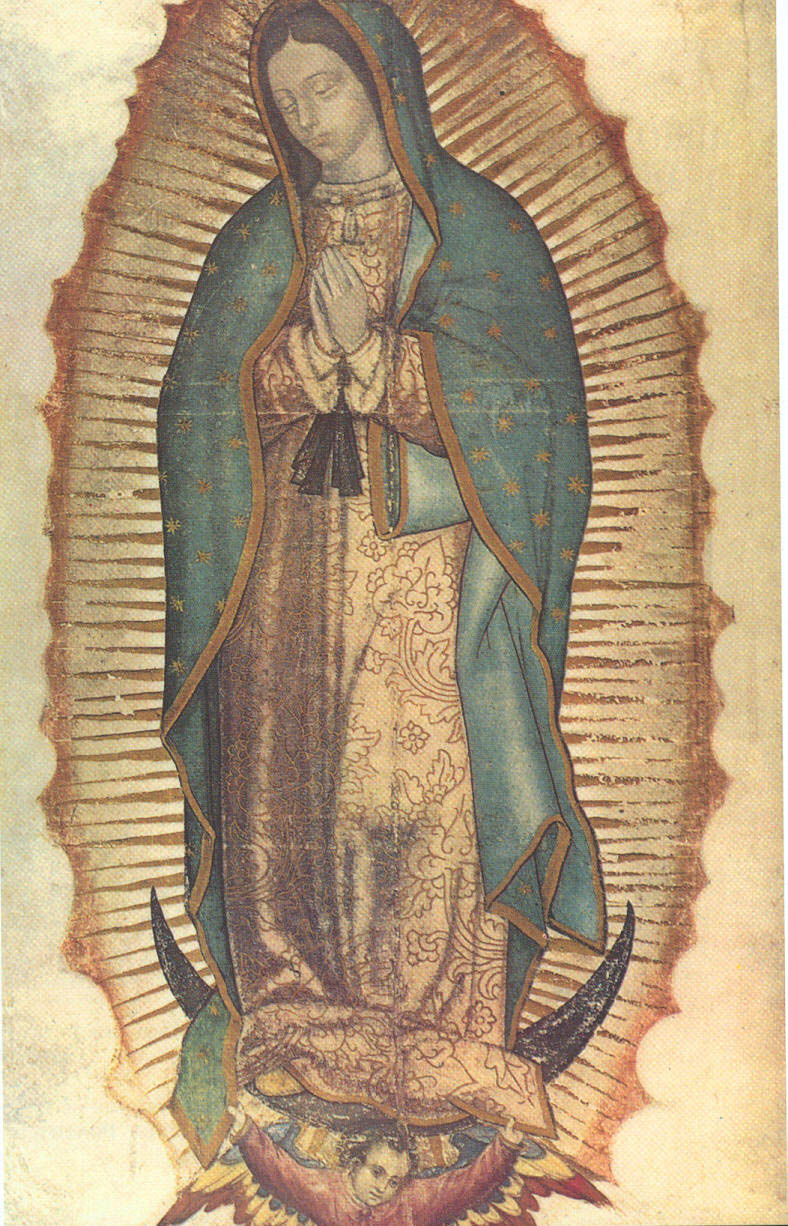
En bild av Vår Fru av Guadalupe, en mexikansk ikon som föreställer en uppenbarelse av jungfru Maria.

## Religion
Spanjorernas ankomst och kolonisering drog med sig romersk katolicism till landet och blev huvudreligion i Mexiko. 90% av befolkningen är katoliker.
Mexiko har dock inte någon "officiell" religion och 1917 års lag samt antiklerikalismlagar lägger begränsningar på kyrkan. Regeringen ger inte något finansiellt stöd åt kyrkan och kyrkan har heller ingen del i den allmänna utbildningen.
Ett indianskt kulturursprung märks i firandet av den religiösa högtiden De dödas dag i november.

## Mexikansk mat
Azteker och mayaindianer var gastronomiskt långt framme och mycket av deras matarv finns kvar i Mexiko. Grunderna i matlagningen är - då som nu - ingredienser som till exempel majs, chili, tomater, bönor, zucchini och avokado. Det mexikanska köket är ganska homogent, men viss regional prägel finns. Till exempel äter man mer fisk vid kustområdena, mer kött och veteprodukter i norr samt mer fågel och frukter i söder.

## Mexikansk konst
Kända mexikanska konstnärer är exempelvis Frida Kahlo, känd för sina självporträtt, och hennes make Diego Rivera, känd för sina muralmålningar.

## Mexikansk litteratur
Bland mexikanska författare kan nämnas till exempel nobelpristagaren Octavio Paz, Carlos Fuentes som var en del av den latinamerikanska boomen och humanisten Alfonso Reyes som med sina essäer påverkat yngre författare, såväl i Mexiko som internationellt.

## Film i Mexiko

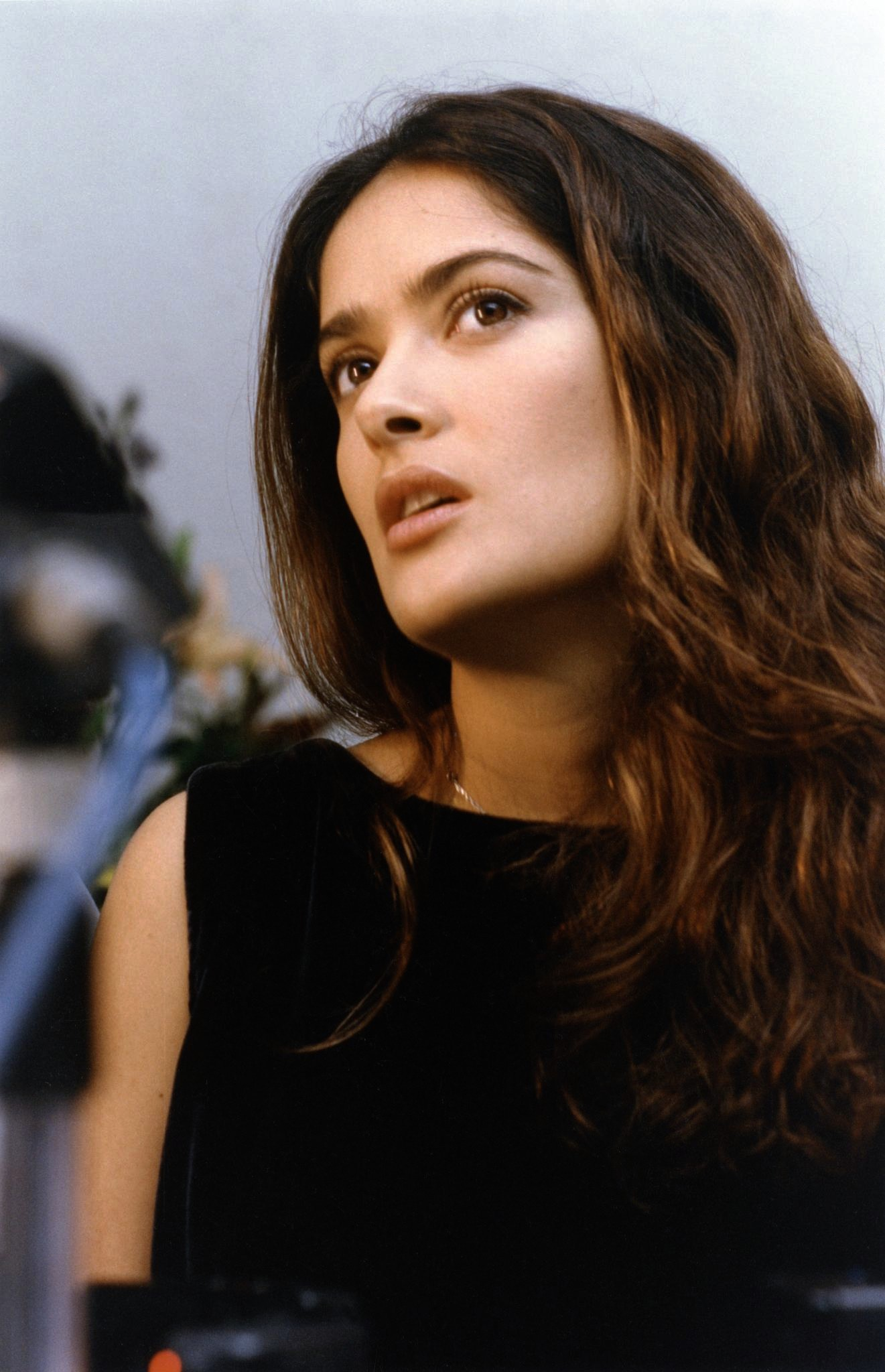
Salma Hayek, känd mexikansk skådespelare.

Den första filmvisningen i Mexiko ägde rum 1896, men spelfilmen hade länge svårt att få fäste i landet, men kom igång runt år 1920. En del filmstjärnor flyttade dock under denna tid och slog igenom i Hollywood, till exempel Dolores del Río och Ramon Novarro.
Under 1930-talet fick mexikansk film ett inhemskt uppsving och under andra världskriget dominerande den latinamerikanska filmmarknaden. Cantinflas, en komiker inspirerad av Charlie Chaplin, var under denna period den störste stjärnan. 1945 öppnade Estudios Churubusco.
Under 1950-tal till 1970-tal var en populär filmgenre "Lucha libre" där fribrottare från Lucha libre spelade roller och kämpade mot utomjordingar, vampyrer och amasoner. Mexikansk film gick ned i produktionstakt under 1960-talet.
I början av det nya århundradet slog bland andra regissören Alejandro González Iñárritu igenom.
Andra internationellt kända, mexikanska skådespelare värda att nämna är Salma Hayek, Anthony Quinn och Gael García Bernal.

## Sport i Mexiko
Mexico City stod som värld för de Olympiska sommarspelen 1968 där den höga höjden diskuterades i förväg. Detta visade sig emellertid vara en fördel i explosiva idrottsgrenar och   ett resultat som särskilt framstod var Bob Beamons världsrekord i längdhopp på 8,90 meter.
Två världsmästerskapet i fotboll för herrar har arrangerats i Mexiko, 1970 samt 1986.
Lucha libre är populär mexikansk fribrottning och är utsett till immateriellt kulturarv i Mexico City.

## Arkitektur i Mexiko
Exempel på arkitektur från mayaindianerna kan till exempel ses i ruinstaden Palenque i sydöstra Mexiko. Den finns med UNESCOs världsarvslista. Även Chichén Itzá är en övergiven stad från mayafolket som är med på världsarvslistan.
Viktiga moderna mexikanska arkitekter är exempelvis Luis Barragán, Augusto Álvarez, Teodoro González de León, Mario Pani, Pedro Ramírez Vázquez, Abraham Zabludovsky och Adolfo Zeevaert.